# Abd (Arabisch)
Abd (Arabisch: عبد) is een Arabisch woord voor iemand die zich volledig onderwerpt, een slaaf of dienaar. Het komt voor in Arabischtalige voornamen die een onderwerping aan God weergeven.
In de tijd voor de komst van de islam, de zogenaamde jahiliyya werden ook namen in combinatie van abd met anderen dan God gegeven. Dit werd verboden en zij die zich bekeerden tot de islam met een dergelijke naam werden verplicht hun voornaam te veranderen.
Aangezien de Koran oproept om Gods Namen te eren, worden er voornamen gegeven in een combinatie van abd en een van de Namen, zoals Abd al-Aziez (dienaar van de Machtige) of Abdullah (dienaar van God). Mohammeds vader zou Abdullah hebben geheten, hoewel ook wel wordt aangenomen dat deze naam hem postuum is gegeven.
In de Koran wordt verschillende malen aangegeven dat een gelovige slaaf, abd, beter is dan een afgodendienaar, zoals in soera De Koe 221: ...waarlijk een gelovige slaaf is beter dan een afgodendienaar, ondanks dat hij u behaagt...
In Soera De Nachtreis wordt in de eerste aya Mohammed de dienaar ('abd) genoemd die van de Heilige moskee naar de Verste Moskee reisde tijdens de Nachtreis.

## Trivia
De Duitse missionaris S.W. Kölle schreef aan het einde van de 19de eeuw verschillende werken onder het pseudoniem Abd Isa, slaaf van Jezus, een naam die binnen de islam niet is toegestaan.